# 紐約新畫廊
紐約新畫廊（英語：Neue Galerie New York）是美國紐約市曼哈頓的一座美術館，其名來自德語，意思就是“新的畫廊”，主要收錄20世紀早期的德國和美國藝術品。它由畫商瑟奇·塞巴斯基（Serge Sabarsky）和收藏家羅納德·劳德建立於2001年。

## 外部連接
- 官方網站 （页面存档备份，存于）

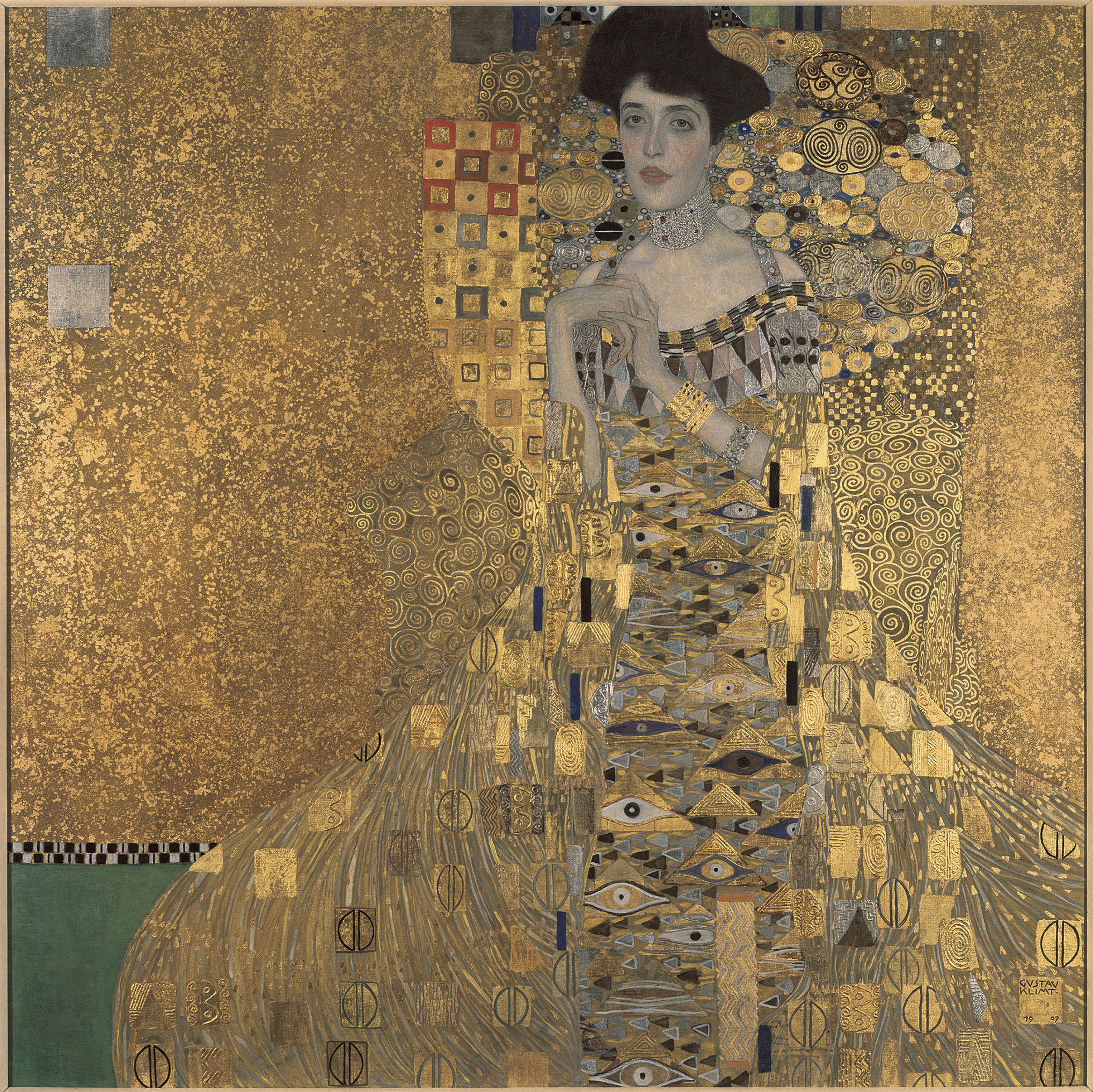
館藏《艾蒂兒肖像一號》

- Neue Galerie Architecture & History （页面存档备份，存于）